# Britannia
Britannia era il toponimo latino dato dai Romani all'attuale Gran Bretagna, probabilmente riprendendo una forma celtica. La storiografia impiega talvolta i termini Antica Britannia o Britannia preistorica per indicare quella fase della storia inglese che va dalla Preistoria alla conquista romana della Britannia (43 d.C.)
La Britannia fu abitata da ominidi per centinaia di migliaia di anni e dall'homo sapiens per diecimila anni. Tuttavia, nessuna popolazione pre-romana aveva una lingua scritta e per questa ragione tutto quello che si conosce della loro cultura e del loro stile di vita deriva dai ritrovamenti archeologici. La prima menzione scritta sulla Britannia e sui suoi abitanti risale al navigatore greco Pitea di Marsiglia (allora colonia greca), che esplorò la costa britannica attorno al 325 a.C. Comunque, a partire dal Neolitico gli antichi popoli della Britannia furono coinvolti in scambi commerciali ed ebbero rapporti culturali intensi con il resto d'Europa, esportando soprattutto lo stagno di cui l'isola era ricca.
La storia della Britannia antica è caratterizzata da ondate successive di colonizzatori provenienti dal continente, che portarono con loro nuove culture e tecnologie, anche se recenti acquisizioni archeologiche hanno messo in luce l'esistenza di un rapporto complesso fra la Britannia e il continente: molti dei cambiamenti verificatisi nella società britannica sarebbero derivati dell'adozione, da parte dei nativi, di costumi stranieri.

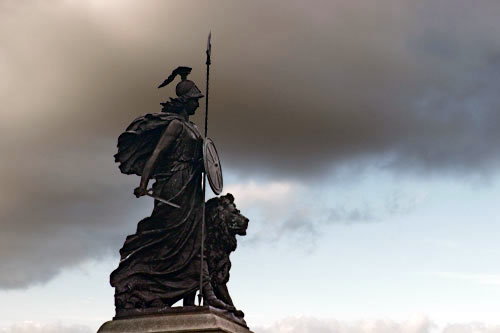
Personificazione della Britannia, con scudo e tridente

## Toponimo
"Britannia" viene dall'espressione greca Pretannikai Nesoi (Πρεταννικαὶ Νῆσοι), cioè "Isole Pretanniche", utilizzata dal navigatore greco Pitea, originario di Massalia, che aveva circumnavigato la Gran Bretagna tra il 330 e il 320 a.C. e descrisse varie isole del Nord Atlantico fino all'estrema Thule (forse l'Islanda o le isole Shetland). Pitea descrisse Thule come la parte più settentrionale della Prettanike (Πρεττανικη) o delle Brettaniai (Βρεττανίαι), il termine da lui usato per l'intero gruppo di isole nell'estremo nord-ovest.
Diodoro Siculo, nel I secolo a.C., introdusse la forma Prettania (Πρεττανια), mentre Strabone (Geografia, 1.4.2) utilizza la forma Brettania (Βρεττανία). Marciano di Eraclea, nel suo Periplus maris exteri scrive ai Prettanikai nesoi (αἱ Πρεττανικαὶ νῆσοι): "le isole Prettaniche".

Negli Ethnica di Stefano di Bisanzio è attestata la glossa Albion (Ἀλβίων) definita come: 
(Ἐθνικά, 69.16)
Gli abitanti di queste isole Prettanike furono chiamati Priteni o Pretani (Πρεττανοι). Questi etnonimi derivano da un termine celtico che era probabilmente giunto alle orecchie di Pitea tramite i Galli, che potrebbero averlo usato come proprio termine per riferirsi agli abitanti di quelle isole. Priteni è l'origine del termine gallese Prydain, "Britannia", che ha origini in comune con il goidelico Cruithne usato per riferirsi ai primi abitanti di lingua brittonica dell'Irlanda e del nord della Scozia. Questi ultimi vennero chiamati in seguito Pitti o Caledoni dai Romani. Brittia appare come della Gran Bretagna in Procopio di Cesarea, che lo riferisce come in uso dagli abitanti dei Paesi Bassi del VI secolo.
Il termine utilizzato introdotto da Pitea nel mondo classico coincide con Ynys Prydein, il nome che gli antichi Celti davano all'isola. "Ynys", isola (reso in latino con "insula" e in greco con "nêsos"), sarebbe un'aggiunta contingente; il nome vero e proprio, "Prydein", è riconducibile alla radice indoeuropea *kwer-, incidere, il che fa pensare a tatuaggi rituali e forse all'abitudine degli antichi Pitti e Scoti di dipingersi il corpo. Comunemente si ritiene che dalla forma "Prydein" i Romani, sbarcati per la prima volta nell'isola con Gaio Giulio Cesare nel 55 a.C., abbiano tratto il termine "Britannia" con cui essi designavano l'isola più settentrionale del loro impero. Tuttavia a quanto pare c'erano almeno altre due regioni di nome Britannia sul Continente: una nell'attuale Belgio ed una nell'attuale Galizia. Anche per questo motivo, ma anche per ragioni storico-fonetiche, alcuni farebbero derivare Britannia da altre radici: *bher-, portare o pensare, oppure *bhrei-, tagliare o giudicare. La Britannia sarebbe quindi, secondo questi, "la (sede) dei (valorosi) di pensiero" o "la (sede) dei (valorosi) di giudizio". L'idea di fondo a quest'ipotesi è che "Britanni" e "Galli" sarebbero due nomi complementari, di fatto due diminutivi dello stesso composto, precisamente "*Brittogalli", e che il significato completo di questo sarebbe valorosi di pensiero o valorosi di giudizio. Tale composto è realmente attestato come nome di una popolazione alle foci del Danubio, lungo l'attuale confine tra Romania e Moldavia (varianti del nome sono "Britolagi" e "Britolangi").

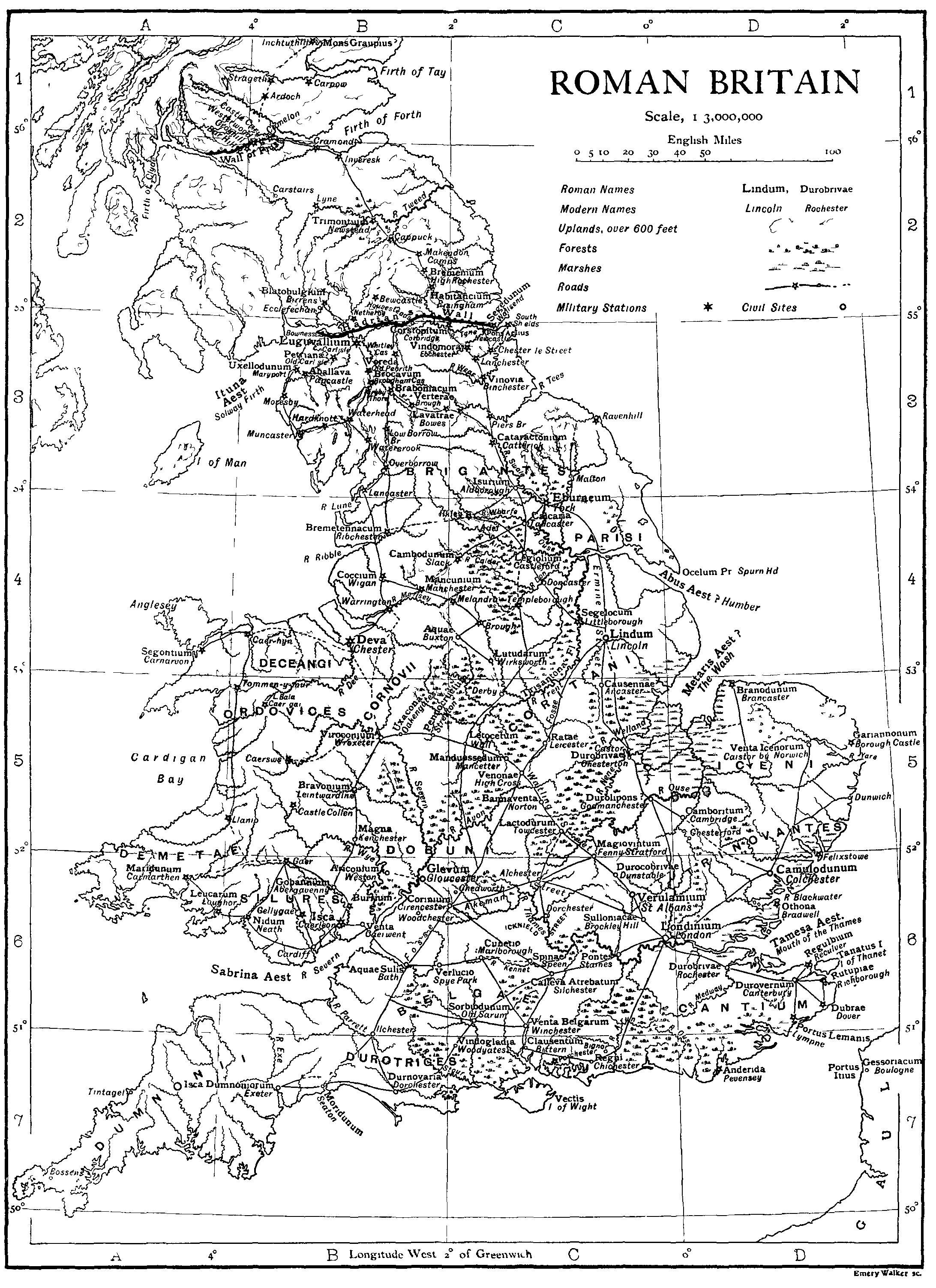
La Britannia romana

I Romani usarono poi il nome "Britannia" per tutta l'isola, compreso il territorio a nord del Vallo di Adriano. Brittannia, o Brittānia, era il nome usato dai Romani fin dal I secolo a.C. Dopo la conquista romana nel 43 d.C., il nome fu utilizzato anche per dare il nome alla provincia romana di Britannia (la porzione a sud del Vallo di Adriano). Britannia, con una sola consonante -t-, è una forma secondaria, ma risale anch'essa al periodo romano. Il termine latino viene accolto in Old English da Alfredo il Grande come bryttania (Beda il Venerabile usa invece Brittania). L'Historia Brittonum del IX secolo presenta un'eziologia per il nome introducendo il personaggio di Bruto di Troia.

## Storia

### Il Paleolitico
Il Paleolitico in Britannia andò, approssimativamente, dal 750.000 al 10.000 a.C. circa. In questo lunghissimo periodo ci furono sia molti cambiamenti ambientali (comprese molte glaciazioni e interglaciazioni) sia lo stanziamento umano nell'area. Gli abitanti, in questo periodo, erano bande di cacciatori-raccoglitori nomadi, che inseguivano le mandrie di animali per tutta l'Europa settentrionale.
Durante gran parte di questo periodo la maggior parte della Britannia restò disabitata a causa della glaciazione.
Ossa e attrezzi di selce trovati sulle coste vicino ad Happisburgh, nel Norfolk, e a Pakefield, nel Suffolk dimostrano come l'Homo erectus fosse presente in Britannia già attorno a 700.000 anni fa. A quel tempo, la parte meridionale e quella orientale erano collegate all'Europa continentale da un largo ponticello di terra, permettendo agli uomini di muoversi liberamente. L'attuale canale della Manica era un grande fiume che si dirigeva ad ovest e che era alimentato da dei tributari, poi divenuti gli attuali Tamigi e Senna. Questa ricostruzione ha fornito indizi sul primo itinerario utilizzato dagli abitanti dell'Eurasia per giungere in Britannia e che sarebbe stato un corso d'acqua, oggi scomparso, conosciuto con il nome di Bytham.
Siti come Boxgrove nel Sussex attestano il successivo arrivo dell'Homo heidelbergensis, attorno a 500.000 anni fa. Questa specie umana produceva attrezzi di selce dell'Acheuleano e cacciava i grandi mammiferi dell'epoca. Erano soliti sospingere gli elefanti, i rinoceronti e gli ippopotami in cima alle scogliere o nelle paludi per ucciderli più facilmente. È probabile che i rigori della successiva glaciazione fecero complessivamente migrare gli uomini dalla Britannia e la regione non sembra essere stata più occupata fino a quando il ghiaccio non si sciolse nel periodo interglaciale conosciuto come Hoxniano. Questo periodo più caldo è collocabile tra i 420.000 e i 360.000 anni fa e vide svilupparsi la lavorazione degli attrezzi di selce del Clactoniano in luoghi come il Barnfield Pit (nel Kent). Non si sa ancora se esistesse un rapporto, e se sì di che tipo, tra le industrie dell'Acheuleano e del Clactoniano.
Esistono comunque prove della presenza umana in Britannia già 400.000 anni fa. A quell'epoca, l'isola era collegata all'Europa continentale da un ponte di terra, come detto. Asce di pietra, ritrovate nel Somerset negli anni settanta, suggeriscono l'esistenza di insediamenti paleolitici dell'Homo erectus, un progenitore dell'uomo moderno.
Nel corso del nuovo periodo di un freddo intenso, durato fino a 240.000 anni fa circa, ci fu l'introduzione degli attrezzi di selce della cosiddetta tecnica Levallois, forse da parte di uomini giunti dall'Africa. Ma ritrovamenti fatti a Swanscombe e a Botany Pit sostengono l'ipotesi che la tecnologia di Levallois provenisse dall'Europa e non dall'Africa. Questa tecnologia più avanzata rese più efficace la caccia e quindi la Britannia un posto più facile dove restare durante l'Era glaciale. Tuttavia, ci sono poche prove dell'occupazione umana durante il successivo periodo interglaciale detto Ipswichiano (circa 120.000 anni fa). Lo scioglimento dei ghiacci tagliò fuori per la prima volta durante questo periodo la Britannia dal continente. E ciò potrebbe spiegare la scarsa presenza di attività umana. In generale, sembra esserci stato un graduale decremento demografico fra l'interglaciale Hoxniano e l'Ipswichiano e l'assenza di tracce archeologiche di esseri umani suggerisce che sarebbe stato il risultato di un graduale spopolamento.

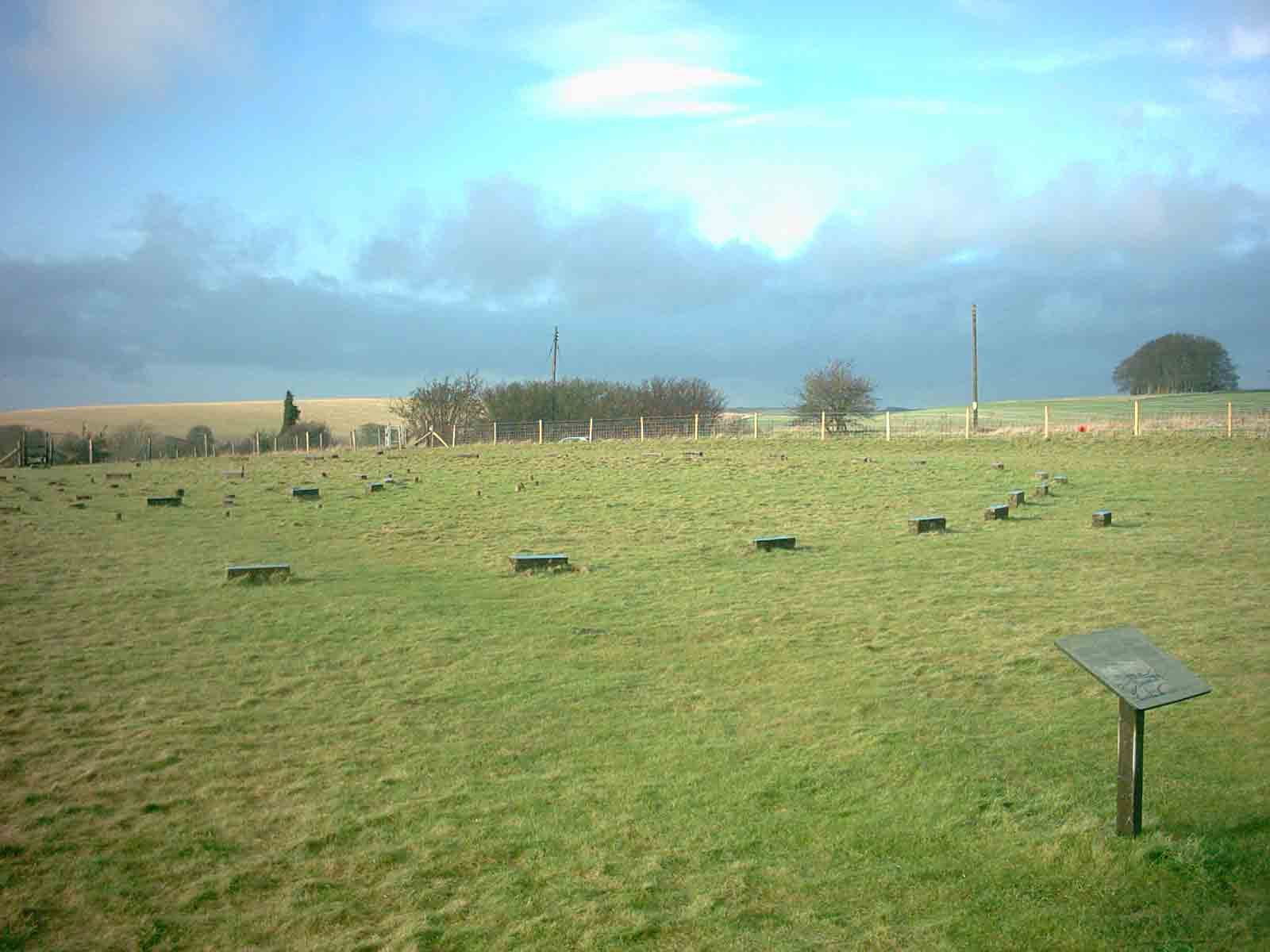
Il Santuario sulla Overton Hill, 5 miglia a ovest di Marlborough, nella contea del Wiltshire

A partire dal 230.000 a.C. l'Uomo di Neandertal (Homo neanderthalensis) abitò quella che oggi è la Britannia e spodestò l'Homo erectus. Prove della produzione di attrezzi in selce da parte dei neandertaliani sono state ritrovate nell'area del Kent, nell'Inghilterra meridionale.
L'uomo moderno (Homo sapiens sapiens) apparve per la prima volta in Britannia attorno al 30.000 a.C. I primi abitanti umani della Britannia erano costituiti in tribù di cacciatori-raccoglitori.

### Il Neolitico

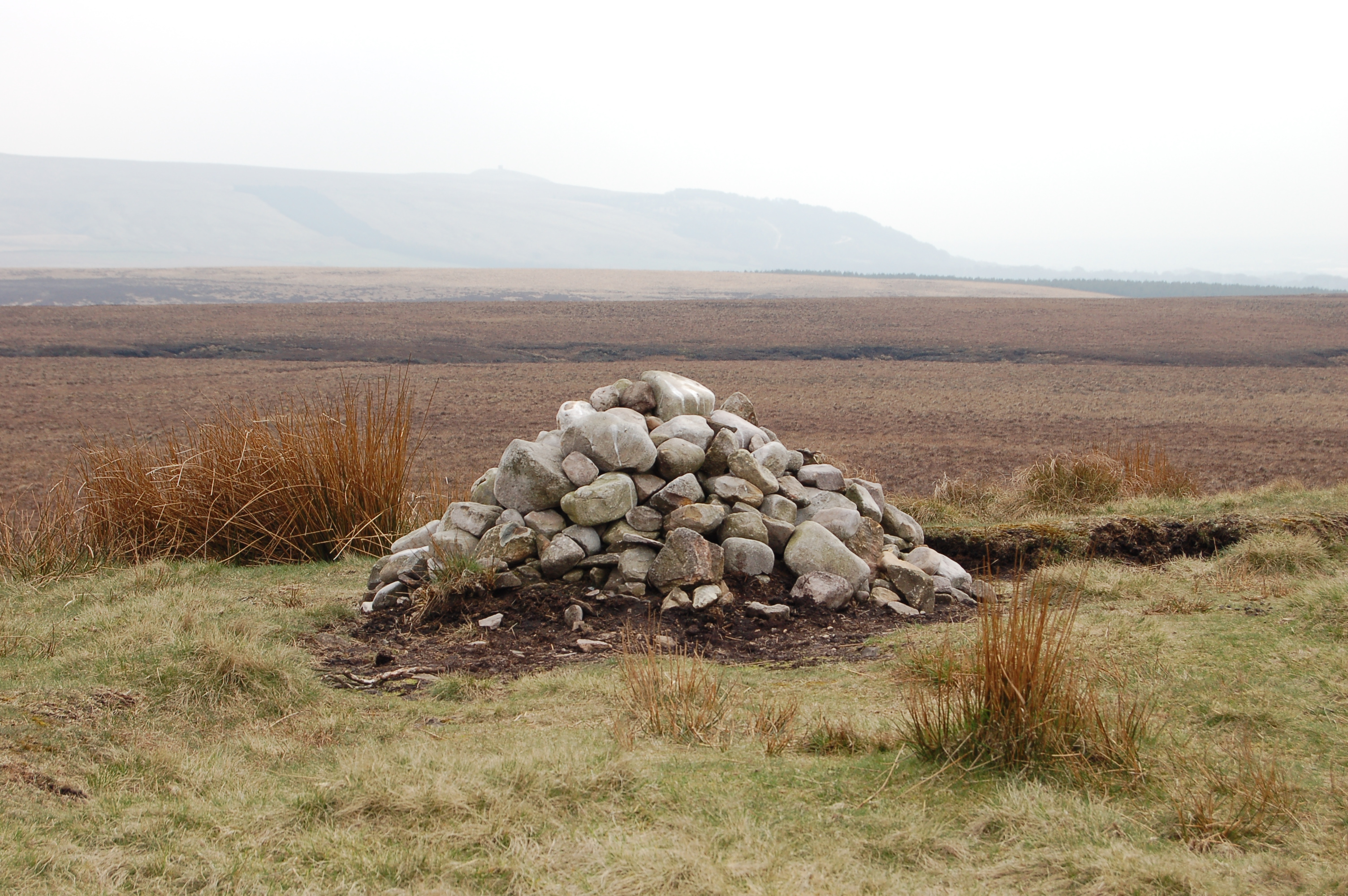
Un memoriale sul Round Loaf

#### La Britannia diventa un'isola
Attorno al 6.500 a.C., la fine dell'Era glaciale produsse un innalzamento del livello marino, che tagliò la Britannia dal resto dell'Europa continentale e la rese un'isola.

#### Primi insediamenti
Attorno al 4.500 a.C. cominciarono ad emergere i primi insediamenti agricoli, quando degli immigranti dall'Europa arrivarono portando con sé la conoscenza dell'agricoltura. Sono stati trovati vasi d'argilla che risalgono al 4.100 a.C. Nel 3.500 a.C. gli insediamenti agricoli esistevano in gran parte della Britannia.

### L'Età del bronzo e le genti della cultura del vaso campaniforme

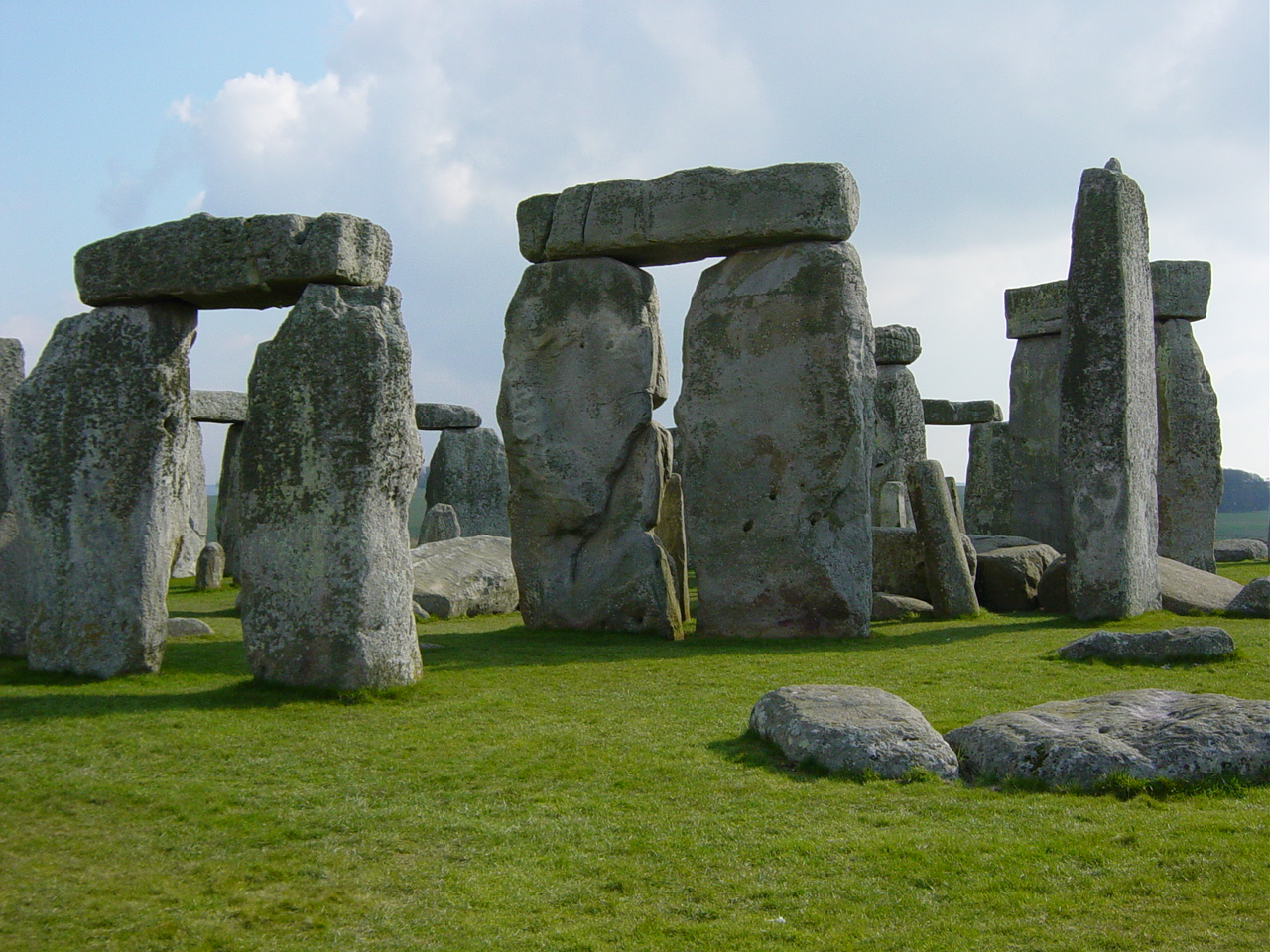
Il complesso di Stonehenge, forse eretto attorno al 2500-2000 a.C.

Attorno al 2500 a.C. una nuova cultura arrivò in Britannia, portata da un gruppo conosciuto come genti della cultura del vaso campaniforme. Ritenute originarie della penisola iberica, queste genti portarono in Britannia l'abilità di fabbricare armi e attrezzi di metallo. Inizialmente utilizzando il rame, ma a partire dal 2150 a.C., i fabbri scoprirono come produrre il bronzo, molto più resistente del rame, mescolando rame e stagno. Grazie a loro l'età del Bronzo arrivò in Britannia. Nel corso dei mille anni successivi, il bronzo rimpiazzò gradualmente la pietra, come materiale principale per la fabbricazione di attrezzi e armi.
La Britannia aveva grandi riserve di stagno nelle aree della Cornovaglia e del Devon, nell'attuale Inghilterra meridionale, e quindi iniziò l'estrazione dello stagno. Attorno al 1600 a.C., il sud-ovest della Britannia sperimentò un boom commerciale, e lo stagno britannico veniva esportato in tutta Europa.
La popolazione di questa cultura era anche abile nella produzione di ornamenti in oro, e molti esempi di questa produzione sono stati rinvenuti nelle tombe dei benestanti. Essi seppellivano i propri morti in tumuli di pietra, spesso con una coppa a fianco del corpo da cui il nome in inglese: "Beaker culture" (Beaker in inglese significa "coppa"). Essi furono anche in gran parte responsabili della costruzione di molti famosi siti preistorici, come Stonehenge (anche se un precedente circolo di legno esisteva in quel luogo) e diversi altri circoli di pietra.
A partire dal 1500 a.C. circa, il potere delle genti di Beaker iniziò a declinare.
Esiste del dibattito tra gli archeologi circa il fatto se le genti di Beaker furono un'etnia che migrò in massa in Britannia dal continente. O se la cultura di Beaker, che era comune in tutta Europa, venne diffusa in Britannia attraverso i commerci e i collegamenti culturali. Il pensiero moderno propende per la seconda ipotesi.

### L'Età del ferro e i Celti
Attorno al 750 a.C. le tecniche di lavorazione del ferro raggiunsero la Britannia dall'Europa meridionale portandovi l'età del Ferro. Il ferro era più forte e più abbondante del bronzo, e rivoluzionò molti aspetti della vita. Il più importante fu l'agricoltura. L'aratro con la punta in ferro poteva lavorare la terra più velocemente dei precedenti in legno o in bronzo, e l'ascia di ferro poteva ripulire le foreste più efficientemente.

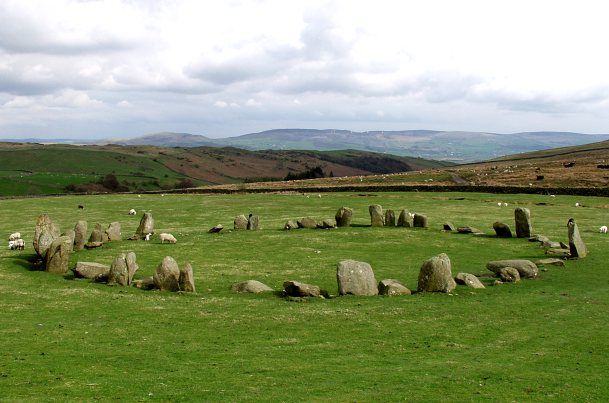
Cerchio di pietra di Swinside nel Lake District

#### I Celti
Attorno al 900 a.C. una nuova ondata di colonizzatori arrivò in Britannia. Questi sono conosciuti come Celti, e per il 500 a.C. avevano colonizzato la maggior parte della Britannia. I Celti erano artigiani estremamente abili e produssero gioielli dai motivi intricati e armi in bronzo e ferro.
I Celti vivevano in gruppi tribali altamente organizzati, tipicamente governati da un capo tribù. I loro gruppi erano organizzati in una "classe alta" di guerrieri (che tipicamente si faceva crescere dei lunghi baffi) e una "classe bassa" di schiavi e lavoratori. Di norma i Celti vivevano in semplici capanne.
I guerrieri Celti erano famosi per essere feroci e impavidi, donne guerriere e condottiere non erano sconosciute. La più famosa tra queste fu Boudicca.
I Celti praticavano il paganesimo, sotto la guida dei druidi (sacerdoti). La classe dei druidi era potente quasi quanto quella dei guerrieri nelle tribù celtiche. La cultura celtica non aveva lingua scritta, quindi leggi e rituali venivano tramandati oralmente.
Quando i Celti aumentarono di numero scoppiarono lotte tra tribù rivali. Questo portò alla costruzione di fortificazioni. Anche se le prime erano state costruite già nel 1500 a.C., le fortificazioni raggiunsero il loro culmine in periodo celtico.
Queste fortificazioni consistevano di un'area di terreno elevato, circondata da una profonda trincea, con la terra ammassata in banchi e l'area era circondata da una palizzata. Tale configurazione era facilmente difendibile dagli assalti. Queste fortificazioni vennero inizialmente pensate come luoghi di rifugio temporaneo, ma con il passare del tempo le fortificazioni divennero sempre più ampie ed iniziarono ad ospitare insediamenti permanenti e centri di commercio.
Molte di queste fortificazioni vennero costruite nell'Inghilterra occidentale e sud-occidentale, anche se ne sono stati trovati esempi fin nella Scozia settentrionale.

#### 200 a.C. - 43 d.C.
Gli ultimi secoli prima dell'invasione Romana videro l'influsso di rifugiati dalla Gallia (l'attuale Francia e Belgio), conosciuti come Belgi, che vennero soppiantati con l'espandersi dell'Impero Romano.
A partire dal 175 a.C. circa, si insediarono nelle aree di Kent, Hertfordshire ed Essex, e portarono con loro un'abilità nella produzione di vasellame molto più avanzata di quella impiegata in precedenza. I Belgi erano stati parzialmente romanizzati e furono responsabili della creazione dei primi insediamenti sufficientemente grandi da poter essere chiamati città.
Anche se non c'era niente che potesse somigliare all'unità politica tra le diverse tribù che abitavano la Britannia, le prove suggeriscono che la vita divenne più stabile e meno guerresca.
Gli ultimi secoli prima dell'invasione romana videro una crescente sofisticazione della vita britannica. Barrette di ferro iniziarono ad essere utilizzate come moneta a partire dal 100 a.C., il commercio interno e con l'Europa continentale fiorì, soprattutto grazie alle vaste riserve minerarie della Britannia.
Con l'espansione verso nord dell'Impero romano, fu probabilmente a causa del fatto che molti rifugiati dalle zone occupate da Roma vi si trasferirono, o a causa delle sue riserve minerarie, che Roma iniziò a interessarsi alla Britannia.